# 芝区
芝区（しばく、旧字体：芝區）は、東京府東京市（後に東京都）にかつて存在した区である。1878年（明治11年）から1947年（昭和22年）までの期間（東京15区及び35区の時代）に存在した。現在の港区の一部。
現在の港区の前身となった3つの区（芝区・赤坂区・麻布区）のひとつである。1878年（明治11年）11月2日、郡区町村編制法によって発足した。その範囲は、現在の港区の範囲のうち、赤坂・青山・麻布・六本木を除くすべての地域にほぼ一致する。

## 歴史
- 戦国時代までに、当地域は武蔵国荏原郡の柴村・桜田村・金杉村・三田村・上高輪村・下高輪村・今里村および荏原郡と豊島郡の入会地とされた白金村として成立する。柴村は後に豊島郡の所属となる。
- 1651年（慶安4年）、白金村より白金台町1から11丁目と白金猿町が分離する。
- 1662年（寛文2年）、豊島郡柴村、荏原郡金杉町、三田村の一部、上高輪村が町奉行支配となる。
- 1696年（元禄9年）、虎ノ門地区の組屋敷があった場所に新しく神谷町が成立する。また、元禄期までに隣接する西久保地区に西久保車坂町・西久保新下谷町・西久保同朋町などの町が成立し、町奉行支配となる。
- 1710年（宝永7年）、新橋地区に芝口一から四丁目・源助町などが町屋として成立し、町奉行支配となる。
- 1713年（正徳3年）、白金台町と白金猿町、荏原郡下高輪村が町奉行支配となる。
- 1868年（明治元年）、東京府成立にともない、当地域は東京府の所属となる。
- 1878年（明治11年）11月2日、郡区町村編制法により東京15区の一つとして、以下の区域をもって芝区が発足。東京府に所属し、東京府芝区となる。発足時の人口は58,861人、戸数は14,757戸。

- 汐留町一丁目、汐留町二丁目（現東新橋）
- 日蔭町一丁目、日蔭町二丁目、新幸町、二葉町、烏森町、芝愛宕下町一丁目、芝愛宕下町二丁目、芝愛宕下町三丁目、芝愛宕下町四丁目、兼房町、桜田伏見町、芝愛宕町三丁目（現新橋）
- 芝口一丁目、芝口二丁目、芝口三丁目、源助町、露月町、柴井町（現東新橋、新橋）
- 南佐久間町一丁目、新桜田町、桜田太左衛門町、桜田久保町、桜田善右衛門町、桜田備前町、桜田鍛冶町、芝愛宕町二丁目（現西新橋）
- 南佐久間町二丁目、桜田本郷町、桜田和泉町、田村町（現新橋、西新橋）
- 芝愛宕町一丁目（現愛宕）
- 芝今入町、琴平町、葺手町、神谷町、桜川町、西久保明船町、西久保巴町、西久保城山町、西久保広町（現虎ノ門）
- 西久保八幡町（現虎ノ門、ごく一部が麻布台）
- 芝公園地、芝栄町（現芝公園）
- 宇田川横町、芝三島町、芝宮本町、芝七軒町、芝中門前町一丁目、芝中門前町二丁目、芝中門前町三丁目、芝片門前町一丁目、芝片門前町二丁目、芝土手跡町（現芝大門）
- 芝浜松町一丁目、芝浜松町二丁目、芝浜松町三丁目、芝浜松町四丁目、神明町（現浜松町、芝大門）
- 芝新網町、芝湊町（現浜松町）
- 宇田川町（現東新橋、新橋、浜松町、芝大門）
- 芝新銭座町（現東新橋、浜松町）
- 芝浜崎町（現海岸一丁目）
- 芝金杉一丁目、芝金杉二丁目、芝金杉三丁目、芝金杉四丁目、芝金杉川口町、芝金杉浜町、芝松本町、芝新堀町、芝西応寺町、芝田町一丁目、芝田町二丁目、芝田町三丁目、芝横新町、本芝一丁目、本芝二丁目、本芝三丁目、本芝四丁目、本芝材木町、本芝下タ町、本芝入横町、三田四国町、三田同朋町（現芝）
- 芝金杉新浜町（現芝浦）
- 芝新門前町、芝赤羽町、芝田町五丁目、芝田町六丁目、芝田町七丁目、芝田町八丁目、芝田町九丁目、三田小山町、三田綱町、三田一丁目、三田二丁目、三田三丁目、三田四丁目、三田功運町、三田台町一丁目、三田台町二丁目、三田台裏町、三田豊岡町、三田南寺町、三田北寺町（現三田）
- 芝通新町、芝田町四丁目（現芝、三田）
- 芝車町、三田君塚町、下高輪町、高輪南町、高輪北町、高輪台町、高輪西台町、白金丹波町（現高輪）
- 芝伊皿子町、三田松坂町（現三田、高輪）
- 三田老増町（現白金）
- 芝二本榎一丁目、芝二本榎二丁目、芝二本榎本町、白金志田町（現高輪、白金）
- 白金台町一丁目、白金台町二丁目（現白金台）
- 芝二本榎西町、白金猿町（現高輪、白金台）

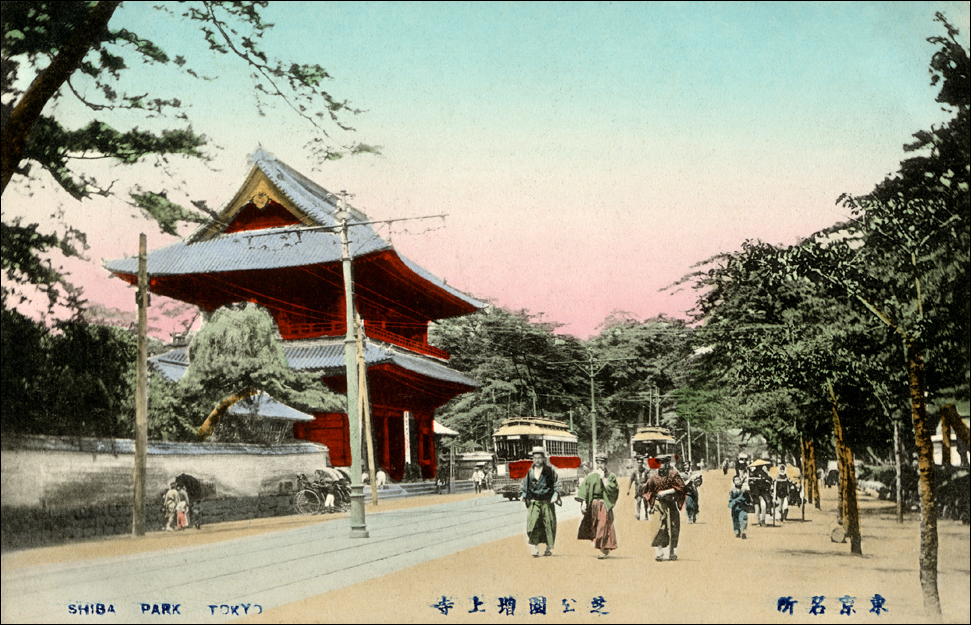
芝公園絵はがき（大正時代）

- 1889年（明治22年）5月1日、東京府に市制・町村制が施行され、東京市が発足。芝区は東京市に所属し、東京市芝区となる。それに伴い、荏原郡白金村の一部を編入（残部は大崎村に編入）。編入された区域には、のちに白金三光町（現白金、白金台）、白金今里町（現白金台）を新設。
- 1911年（明治44年）、町名の「芝」の冠称を廃止。三田君塚町を君塚町に改称。
- 1923年（大正12年）9月1日、関東大震災により北方面が焼失。
- 1929年（昭和04年）、芝区役所が芝公園6号地（現在の港区役所所在地）に移転する。この頃の芝区の人口は175,760人（昭和5年）。
- 1932年（昭和07年）、震災復興後の区画整理に伴い、現在の新橋、浜松町地域で町名の統合整理を実施。
- 1933年（昭和08年）11月16日、高輪海岸埋立地に高浜町（現港南）を新設。
- 1943年（昭和18年）4月1日、高浜町地先の埋立地に海岸通五丁目、六丁目（現港南）を新設。
- 1943年（昭和18年）7月1日、東京都制施行により、東京府と東京市は廃止され東京都が発足。芝区は東京都芝区となる。この頃の芝区の人口は191,445人（昭和15年）。
- 1945年（昭和20年）、数回にわたる東京大空襲により、区内の68,000人以上が罹災する。
- 1947年（昭和22年）3月15日、特別区への移行のため芝区・麻布区及び赤坂区の区域をもって新たに港区が発足し、芝区は消滅する。同時に旧芝区の町名に「芝」の冠称がつけられる。（一部を除く）芝区役所庁舎がそのまま港区役所庁舎として利用され、1987年に現在の庁舎に建て替えられた。

## 交通

### 鉄道路線
- 日本国有鉄道（現JR東日本）

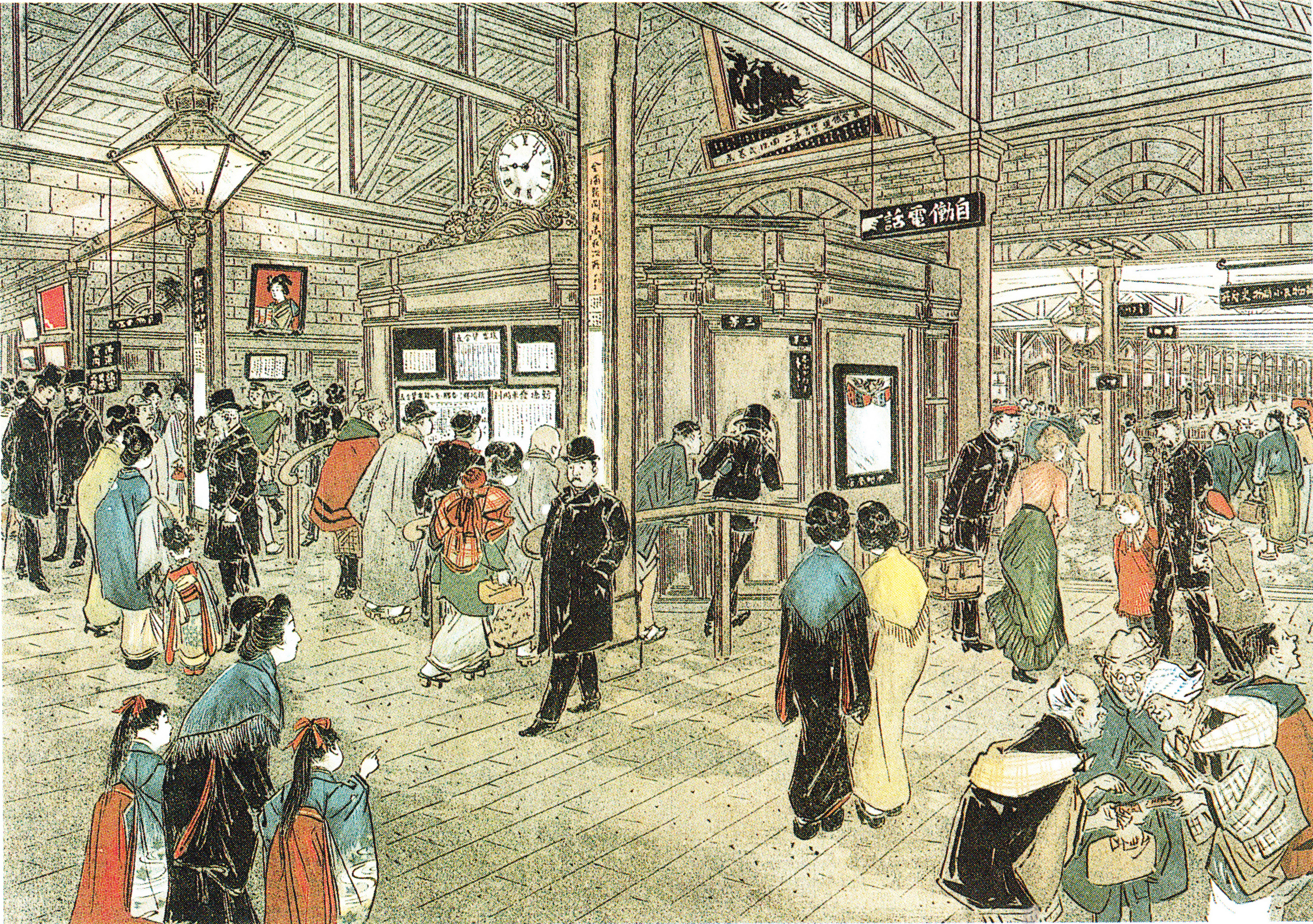
明治期の旧新橋駅

  - 東海道本線（京浜線（現京浜東北線））　：　烏森駅（→新・新橋駅） - 旧・新橋駅（→汐留駅、その後廃駅） - 浜松町駅 - 田町駅 - （のちに高輪ゲートウェイ駅が開業） - 品川駅
- 京浜電気鉄道（→東京急行電鉄（大東急）、現京浜急行電鉄）
  - 本線（現京急本線）　：　（のちに泉岳寺駅が開業） - 品川駅
- 東京地下鉄道（→帝都高速度交通営団、現東京メトロ）
  - 東京地下鉄道線（個別の線名なし； 現銀座線） ： 新橋駅
- 東京高速鉄道（→帝都高速度交通営団、現東京メトロ）
  - 渋谷線（現銀座線）　：　新橋駅 - 虎ノ門駅
- 東京都電車
  - 蓬莱橋線、金杉線、三田線、品川線、虎ノ門線、札の辻線、六本木線、古川橋線、伊皿子線、目黒線、五反田線

#### 付記
- JR東海東海道新幹線、都営地下鉄浅草線、三田線、大江戸線、東京モノレール羽田空港線、ゆりかもめ東京臨海新交通臨海線は未開通。
- 高輪ゲートウェイ駅（山手線、京浜東北線）、神谷町駅、虎ノ門ヒルズ駅（東京メトロ日比谷線）、汐留駅（都営大江戸線、ゆりかもめ）、竹芝駅、日の出駅、芝浦ふ頭駅（ゆりかもめ）、芝公園駅、御成門駅（都営三田線）、大門駅（都営浅草線、都営大江戸線）、三田駅（都営三田線、都営大江戸線）、泉岳寺駅（京急本線、都営浅草線）、高輪台駅（都営浅草線）および白金高輪駅、白金台駅（都営三田線、南北線）は開業していなかった。
- なお、芝区域周辺に東京テレポート駅（りんかい線）およびお台場海浜公園駅、台場駅、東京国際クルーズターミナル駅、テレコムセンター駅、青海駅、東京ビッグサイト駅（ゆりかもめ）があるが、芝区が存在していた頃は駅周辺の土地が埋め立てられていなかった。

## 著名な出身者
- 大陽寺順一 - 社会政策学者
- 山澤逸平 - 経済学者
- 島岡達三 - 陶芸家
- 赤塚自得 - 漆芸家
- 吉井勇 - 歌人
- 松本泰 - 小説家
- 長崎抜天 - 漫画家
- 横井福次郎 - 漫画家
- 三田平凡寺 - 珍品蒐集家
- 小沢栄太郎 - 俳優、演出家
- 長弘 - 俳優
- 山本礼三郎 - 俳優
- 葉山純之輔 - 俳優
- 椙山拳一郎 - 俳優
- 丹羽又三郎 - 元俳優
- 南田洋子 - 女優
- 清川玉枝 - 女優
- 高峰三枝子 - 女優
- 夏川静江 - 女優
- 桑野通子 - 女優
- 大倉千代子 - 女優
- 葛城文子 - 女優
- 五月潤子 - 女優
- 花島喜世子 - 女優、歌手
- 5代目 春風亭柳朝 - 落語家
- 佐伯幸三 - 映画監督、脚本家
- 木村荘十二 - 映画監督
- 滝沢英輔 - 映画監督、脚本家、俳優
- 二川文太郎 - 映画監督、脚本家
- 津田秀水 - 活動弁士、映画監督、俳優、実業家
- 本木荘二郎 - 映画プロデューサー、映画監督、脚本家
- 小川紳介 - ドキュメンタリー映画監督
- 橋戸信 - アマチュア野球選手、新聞記者
- 伊東絹子 - 1953年（昭和28年）ミス・ユニバース日本代表、世界大会3位
- 芥川隆行 - アナウンサー
- 細野晴臣 - ミュージシャン
- 田村鎮 - 建築家
- 権田萬治 - 文芸評論家
- 北原亞以子 - 小説家
- 川路柳虹 - 詩人
- 串田孫一 - 詩人